# Diecezja sirosko-meloska
Diecezja sirosko-meloska – diecezja rzymskokatolicka w Grecji, istnieje od XIII wieku. Od 2025 diecezja nie ma urzędującego biskupa, urząd administratora apostolskiego pełni emerytowany arcybiskup Aten Sewastianos Rosolatos.

## Ordynariusze
- Bp Petros Stefanou (2014 – 2025)
- Bp Frangiskos Papamanolis, O.F.M. Cap. (1974 – 2014)
- Bp Georgios Xenopoulos, S.J. (1947 – 1974)
- Abp Antonios Grigorios Voutsinos, (1937 – 1947)
- Bp Antonios Makrionitis (1912 – 1936)
- Abp Dominikos Darmanin (1901- 1912)
- Abp Theodoros Antonios Politos (1895– 1911)
- Bp Teofilo Massucci, O.F.M. (1880 – ?)
- Bp Giuseppe Maria Alberti (1851 – ?)
- Bp Ioannes Baptistus Russin (1800 – 1824)